# Liste der Herrscher des Königreichs Gomma
Dies ist eine Liste der Herrscher des Königreichs Gomma in der Region Gibe in Äthiopien. Diese gehörten der 'Awulyani Dynastie an. Moti ist ein Herrschertitel der Oromo.
| Amtszeit               | Name              | Anmerkungen                            |
| ---------------------- | ----------------- | -------------------------------------- |
| (halb-legendär)        | Nur Husein        | auch bekannt als Wariko                |
| ????                   | Allaia, Moti      |                                        |
| ????                   | Woda, Moti        |                                        |
| ????                   | Mijyu, Moti       |                                        |
| ????                   | Abba Manno, Moti  | Neffe von Nur Husein                   |
| frühes 19. Jahrhundert | Abba Bagibo, Moti |                                        |
| gestorben 1856         | Abba Rebo, Moti   |                                        |
| Mitte 19. Jahrhundert  | Abba Dula, Moti   |                                        |
| gestorben 1864         | Abba Dula, Moti   |                                        |
| spätes 19. Jahrhundert | Abba Jifar, Moti  |                                        |
| bis 1886               | Abba Boka, Moti   | Gomma durch Äthiopien annektiert, 1886 |

## Quelle
- Charles F. Beckingham, George W. B. Huntingford (Hrsg.): Some records of Ethiopia 1593–1646. Being extracts from The history of high Ethiopia or Arbassia by Manoel de Almeida. Together with Bahrey's History of the Galla (= Works issued by the Hakluyt Society. Ser. 2, Bd. 107, ISSN 0072-9396). Hakluyt Society, London 1954, S. lxxxix.